# Szög

A szög mint félegyenespár

A szög mint a sík része

Forgásszög

A szög mint síkgeometriai fogalom. A sík egy pontjából kiinduló két félegyenes a síkot két tartományra osztja. Az egyik tartomány és a két félegyenes szöget alkot. A szög jelentheti a félegyenesek által határolt síkrészeket (szögtartomány), illetve magukat a félegyeneseket is (a szög szárai, szögvonal). Azt, hogy a két szögtartomány közül melyikről van szó, a szárak közé rajzolt körívvel jelezzük. A félegyenesek közös pontját a szög csúcsának, a félegyeneseket a szög szárainak nevezzük. Szokták szögnek hívni a szögtartományt, és beszélnek forgásszögekről is, melyek forgatáskor keletkeznek, és a teljesszögnél is nagyobbak lehetnek. Forgásszögeknél szokás előjeles szögekről is beszélni. A pozitív előjel az óramutató járásával ellentétes forgásirányt jelöli.
A szög mint mennyiség. A síkszög arányszám: a szögcsúcs köré írt körvonalból a szög szárai által kimetszett ív hosszának és a hozzá tartozó sugár hosszának aránya. Ehhez hasonlóan a térszög is arányszám: a térszög csúcsa köré írt gömbfelületből a szög által kimetszett gömbfelület területének és a gömbsugárhossz négyzetének aránya.
A térszögtől való megkülönböztetés miatt a síkbeli szöget síkszögnek is nevezzük. A síkszög mint mennyiség definiálható forgásszögként is, így lehet előjeles is, vagy a teljesszögnél nagyobb.

## Definíciók

Pótszögek

Alapvetően a szögnek kétféle definíció létezik: az előjel nélküli és az előjeles. A nem irányított szög előjel nélküli, az irányított előjeles. A bevezetésben említett definíció használatos például a koordináta-rendszerek és a koordináta-rendszer tengelyei esetén. A szög félegyenespárként való meghatározás esetén a félegyenesek egy közös pontból indulnak:
Ha  {\displaystyle f}, {\displaystyle g} egyenesek, amelyek az {\displaystyle S} pontban metszik egymást, akkor az {\displaystyle S} pont az {\displaystyle f}, {\displaystyle g} egyeneseket félegyenesekre osztja. Ekkor ezek a félegyenesek az  {\displaystyle S} ponttal együtt szöget alkotnak. Az  {\displaystyle S} pont a szög csúcsa, az {\displaystyle f}, {\displaystyle g} egyenesek {\displaystyle S} pontból induló félegyenesei a szög szárai.
A szög, pontosabban a szögtartomány a síknak az a része, melyet egy pontból kiinduló két félegyenes határol. Ezek a szögtartomány határa, míg a szögtartomány többi része a szög belseje.
Az iskolai tanítás során ezt a változatot használják, ezzel kiemelik azt, hogy a szögnek területe van. A belső, illetve a külső tér elhatárolásával a háromszög-geometria bevezetését szolgálja. A háromszög definiálható három szögtartomány metszeteként.
Az eddigi definíciók előjel nélküli szöget definiáltak. A következőkben előjeles szögeket is definiálunk.
Az is mondható, hogy a szög egy félegyenes végpontja körüli forgatásával keletkezik. Megkülönböztetésként ezt a szöget forgásszögnek is nevezik.  A forgás irányára két lehetőség van:
- Balra forgatáskor az óramutató járásával ellentétes irányba forog
- Jobbra forgatáskor az óramutató járásával megegyező irányba forog

Az elforgatás (maga a folyamat és nem a végeredmény) lehet nagyobb is mint, a teljesszög. Az ilyen szög nagysága lehet nullától kisebb is és teljes szögtől, azaz 360°-tól illetve 2π radiántól nagyobb is (több, mint egy kör elforgatás). A szög fogalmának ily módon való kiterjesztése a trigonometrikus függvényeknél, a matematikai analízisben jelentős.
A matematikában az óramutatóval ellentétes irány számít pozitívnak. Ha csak másként nem jelzik, akkor a forgatást ebbe az irányba végzik.
A geodéziában nem használnak előjelet, és a forgatás iránya mindig az óramutató járása szerinti. Az óra analógjára a szögeket 0-tól 24 h-ig, vagy 0 gontól 400 gonig mérik. Minden geodéziai műszert óramutató járása szerinti irányba forgatnak.

## A szögek felosztása
- Nullszög: 0°.

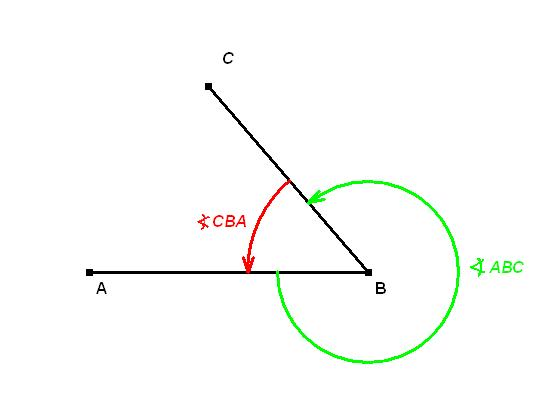

- Hegyesszög: 0°-nál nagyobb, de 90°-nál kisebb szög.
- Gér: nyolcadkörívhez tartozó szög, 45°, π/4 radián.
- Derékszög: negyedkörívhez tartozó szög, 90°, π/2 radián. Mellékszögével egyenlő nagyságú.
- Tompaszög: 90°-nál nagyobb, de 180°-nál kisebb szög.
- Egyenesszög: félkörívhez tartozó szög, szárai egyenest alkotnak. Az egyenesszög két derékszög összege, 180°, π radián.
- Konvex szögek: az egyenesszögnél kisebb szögek, tehát a hegyesszögek, a tompaszögek és a derékszög konvex szögek.
- Konkáv szögek: más néven homorúszögek; az egyenesszögnél nagyobb szögek (az ábrán az ABC szög).
- Teljes szög: egész körívhez tartozó szög; a két szögszár egybeesik, és a belső tartománnyal együtt felöleli az egész síkot. 360°, 2π radián.

## Jelölések

Mellékszögek

Az ISO 80000-2 szerint a szögeket a következőképpen adjuk meg:
- A szöget görög kisbetűkkel jelöljük, mint {\displaystyle \alpha } vagy {\displaystyle \beta }.
- Az {\displaystyle \angle fg} szöget két félegyenes, egyenes vagy él zárja közre. Irányát az {\displaystyle f} irányából a {\displaystyle g} irányába számítjuk.
- Három ponttal megadott szög esetén mindig a középső pont a szög csúcsa. Jelölése ABC szög, {\displaystyle \angle ABC} vagy {\displaystyle {\widehat {ABC}}}. Ez a szög az  {\displaystyle [BA]} és {\displaystyle [BC]} félegyenesek közé zárt szögek közül az, ami {\displaystyle [BA]} {\displaystyle [BC]}-re való matematikailag pozitív irányú forgatásával keletkezik.
- Az angol nyelvű szakirodalomban szokásos még a {\displaystyle \angle B} illetve {\displaystyle {\hat {B}}} jelölés.

A nem irányított szög jelölése »∠« (HTML &ang;/&#8736;, TeX \angle, Unicode U+2220). Irányított szög jelölésére használható még  »∡« (HTML &angmsd;/&#8737;, TeX \measuredangle, U+2221). Mindkét jel megtalálható a Unicode-kódtáblában. A fekvő szög jelölés angol-amerikai; az Európában használt jel összetéveszthető az angol-amerikai »∢« U+2222 térszöget jelölő jellel. A szög és a meredekség jelölésére használható  »∠« is.
Speciálisan, a derékszöget jelölik úgy is, mint:
- »∟«, derékszög alakban felrajzolva
- »⦝«, szög ívvel és ponttal
- »⊾«, szög ívvel
- »⦜«, szög négyzettel
- {\displaystyle \perp }, ortogonális

## Szögpárok

Váltószögek

- Mellékszögek: két olyan szög, amelyeknek egy-egy szára azonos, a másik kettő pedig egyenest alkot. Egymást egyenesszöggé egészítik ki.
- Kiegészítő szögek: két olyan szög, amelyek összege egyenesszög.
- Pótszögek: két olyan szög, amelyek összege derékszög.
- Párhuzamos szárú szögek: Mint a neve is mondja, a száraik párhuzamos egyeneseken vannak. A párhuzamos szögek lehetnek:
  1. egyállású szögek: A száraik páronként párhuzamosak és egyenlő irányításúak (egyenlő nagyságúak)
  2. váltószögek: A száraik páronként párhuzamosak és ellenkező irányításúak (egyenlő nagyságúak)
(speciális esetben) Csúcsszögek: csúcsuk azonos, és mindkét száruk egymás szárainak meghosszabbítása. Azonos nagyságúak
  3. társszögek: A száraik páronként párhuzamosak és egyik pár egyező a másik ellenkező irányítású (egymás kiegészítőszögei)
- Merőleges szárú szögek: Mint a neve is mondja, a száraik egymásra merőleges egyeneseken vannak (egyenlő nagyságúak vagy egymás kiegészítőszögei)

## További elnevezések

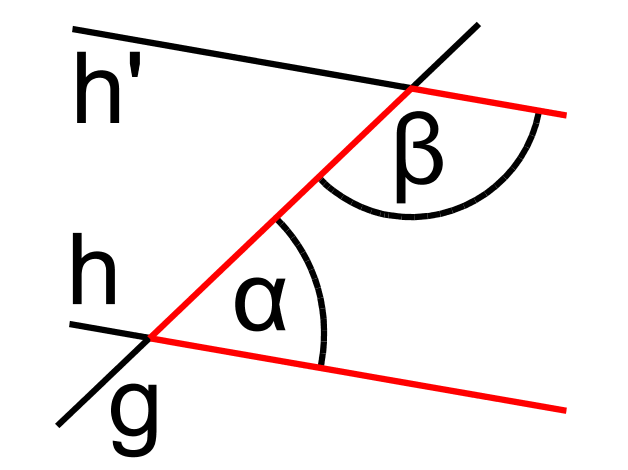

- Belső szög: egy sokszög szögpontjában találkozó két oldal által bezárt szög.
- Külső szög: egy sokszög szögpontjában találkozó oldal és a szomszédjának ama szögponton túl való meghosszabbítása által közbezárt szög.

## A szögek mérése

A θ szög méréséhez egy körívet húzunk, melynek középpontja a szög csúcsa. Legyen a körív hossza s, a kör sugara pedig r, k pedig egy választott együttható. Ekkor a szög mértéke:
{\displaystyle \theta ={\frac {s}{r}}(k)}
amely független a kör méretétől, mivel a körív és a sugár aránya állandó.
A szögeket dimenzió nélkülinek szokták tekinteni, mivel két hosszúság hányadosaként jelenik meg. Ennek ellenére a szögeket többféle mértékegységben fejezik ki attól függően, hogy milyen értéket választottunk a k együtthatónak.
- A fok, amelyet egy felső helyzetű körrel jelölnek (°), a teljes kör 1/360-ad része, tehát a teljes kör mértéke 360°. A fok 1/60-ad része az ívperc, melynek jelölése:  ′ . Az ívperc 1/60-ad része az ívmásodperc, melynek jelölése:  ″  A θ szög fokban való meghatározásához:

{\displaystyle (k)={\frac {180}{\pi }}}
- Egy radián a mértéke annak a szögnek, amelynél a hozzá tartozó körív és sugár hányadosa 1. (vagyis k = 1 a fenti képletben). A teljes kör mértéke 2π radián. Egy radián 180/π fok, azaz közelítőleg 57,2958 fok. A radián rövidítése rad, de ezt jellemzően nem szokták kiírni a matematikai szövegekben, ahol az alapértelmezett mértékegység a radián. Ezt a választást az indokolja, hogy ezzel egyszerűbbek lesznek a képletek, és nem kerülnek bele mindenféle váltószámok. Lásd:  A radián a szögek mértékegysége az SI rendszerben.
- Léteznek más egységek is. Ezekről a Mértékegységek átszámítása#Szög tartalmaz adatokat.

| Szögmérték           | Mértékegység          | 1 teljesszög = | Mértékegység jele |
| -------------------- | --------------------- | -------------- | ----------------- |
| –                    | Teljesszög            | 1              |                   |
| Ívmérték             | Radián                | 2π             | rad               |
| Fok                  | Fok (perc, másodperc) | 360            | ° ( ′ ″ )         |
| Geodéziai szögmérték | Gradián (újfok)       | 400            | gon (grad)        |
| Időmérték            | Óra, perc, másodperc  | 24             | h m s             |
| –                    | Tengerészeti vonás    | 32             | ¯                 |
| –                    | Tüzérzeti vonás       | 6400           | mil ( A‰ )        |
| –                    | Százalék              | nem lineáris   | %, ‰              |

## Síkszögek a térben

Lapszög

A térelemek által bezárt síkszögek is értelmezhetők.
- A párhuzamos egyenesek, síkok által bezárt szög a nullszög.
- Egy sík és az abban fekvő egyenes szöge is nullszög.
- Két metsző egyenes által bezárt szög a keletkezett szögek közül a kisebb, ami legfeljebb 90 fok.
- Két kitérő egyenes szöge megegyezik az eltoltjaik által bezárt szöggel.
- Egy metsző egyenes-sík pár szöge az egyenes és a síkra vett merőleges vetülete által bezárt szög.
- Két egymást metsző sík által meghatározott szög megegyezik azzal a szöggel, amit a síkban levő, a metszésvonalukra merőleges egyenesek bezárnak. Ezt a szöget nevezik lapszögnek.

## Térszögek
Térszög helyett térszögletet is mondanak. A térszögek nagyságát általában szteradiánban mérik, ami a radián térbeli megfelelője, de néha felbukkannak más mértékegységek is. Térszög található poliéderek csúcsánál. Lásd: Mértékegységek átszámítása#Térszög Egy szteradiánnyi szög a csúcsa köré írt r sugarú gömb felszínéből r2 területet metsz ki. A teljes gömbhöz tartozó térszög mértéke 
{\displaystyle \Omega =4\cdot \pi \ \mathrm {sr} \approx 12{,}56637\ \mathrm {sr} }

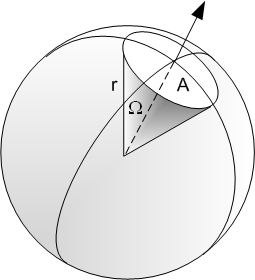
Kanonikus térszög
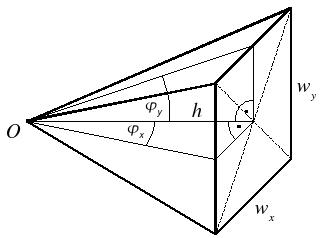
Egy gúla térszöge

## Szögek különböző geometriákban
Többnyire euklideszi geometriáról lévén szó, a szögeket is euklideszinek tekintjük. Azonban más geometriákban is vannak szögek.
A háromszögek szögei és oldalai közötti kapcsolatokat egyenlőségek és egyenlőtlenségek írják le. A különböző geometriákban ezek az összefüggések különböznek. Euklideszi geometriában ismert összefüggés, hogy hosszabb oldallal szemben nagyobb szög van. Emellett a szinusztétel és a koszinusztétel pontos egyenlőséget is megad. A háromszögeket szögeik csak hasonlóság erejéig határozzák meg. A háromszögek szögeinek összege egyenesszög.
Gömbi geometriában a gömbi szinusztétel és a gömbi koszinusztétel érvényesül, illetve vannak még más tételek is. A háromszögeket szögeik egybevágóságig meghatározzák. A háromszögek szögeinek összege egyenesszögnél nagyobb.
Hiperbolikus geometriában a hiperbolikus szinusztétel és a hiperbolikus koszinusztétel ad összefüggést. A háromszögeket szögeik egybevágóságig meghatározzák. A háromszögek szögeinek összege egyenesszögnél kisebb.

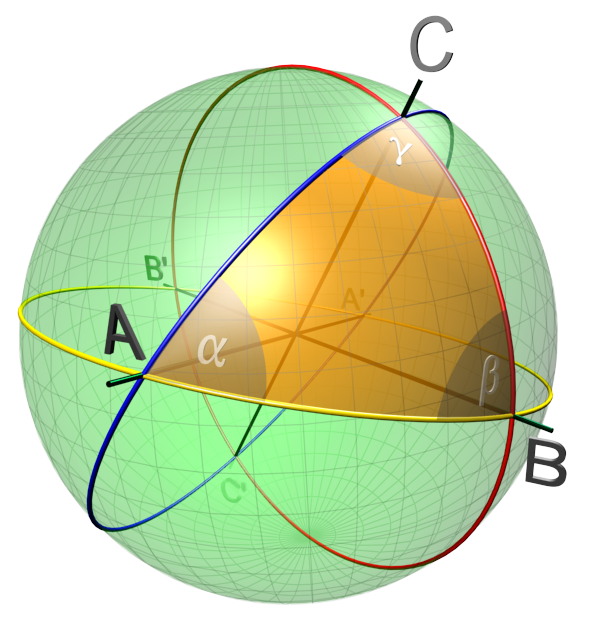
Gömbháromszög szögei
Háromszög szögei hiperbolikus geometriában

## Szögek számítása

### Derékszögű háromszög

Derékszögű háromszög az és hegyesszögekkel

Ha egy derékszögű háromszögben az egyik hegyesszög adott, akkor a másik egyértelműen meghatározott, mivel a szögek összege 180 fok, és ebben a derékszög kitesz 90 fokot, azért ha a hegyesszögek {\displaystyle \alpha } és {\displaystyle \beta }, akkor {\displaystyle \alpha +\beta =90^{\circ }}.
Ha ismertek az {\displaystyle a}, {\displaystyle b} és {\displaystyle c} oldalhosszak, akkor a hegyesszögek kiszámolhatók szögfüggvényekkel és árkuszfüggvényekkel. Ha a hegyesszögek {\displaystyle \alpha } és {\displaystyle \beta }, akkor teljesül, hogy
{\displaystyle \alpha =\arcsin \left({\frac {a}{c}}\right)=\arccos \left({\frac {b}{c}}\right)=\arctan \left({\frac {a}{b}}\right)=\operatorname {arccot} \left({\frac {b}{a}}\right)=\operatorname {arcsec} \left({\frac {c}{b}}\right)=\operatorname {arccsc} \left({\frac {c}{a}}\right)}
{\displaystyle \beta =\arcsin \left({\frac {b}{c}}\right)=\arccos \left({\frac {a}{c}}\right)=\arctan \left({\frac {b}{a}}\right)=\operatorname {arccot} \left({\frac {a}{b}}\right)=\operatorname {arcsec} \left({\frac {c}{a}}\right)=\operatorname {arccsc} \left({\frac {c}{b}}\right)}

### Általános háromszög

Háromszög az, és belső szögekkel

Ha egy háromszög szögei {\displaystyle \alpha }, {\displaystyle \beta } és {\displaystyle \gamma }, akkor {\displaystyle \alpha +\beta +\gamma =180^{\circ }}. Ezért két szög meghatározza a harmadikat.
Ha ismert két oldal hossza és az egyikkel szemközti szög, akkor a másik oldallal szemközti szög szinusztétellel számítható. Teljesül például, hogy {\displaystyle \sin(\alpha )={\frac {a\cdot \sin \beta }{b}}}. Az árkusz szinusz függvénnyel {\displaystyle \alpha =\arcsin \left({\frac {a\cdot \sin \beta }{b}}\right)}.
Mindhárom oldal ismeretében a koszinusztétellel kiszámíthatók a szögek. Teljesül például, hogy {\displaystyle \cos \alpha ={\frac {b^{2}+c^{2}-a^{2}}{2\cdot b\cdot c}}}. Az árkusz koszinusz függvénnyel {\displaystyle \alpha =\arccos {\frac {b^{2}+c^{2}-a^{2}}{2\cdot b\cdot c}}}.
Ha derékszögű koordináta-rendszerben a háromszög csúcsaival van megadva, akkor a belső szögek két vektor közötti szögként számíthatók. Legyenek a csúcsok  {\displaystyle A}, {\displaystyle B}, {\displaystyle C}! Ekkor {\displaystyle {\vec {b}}={\overrightarrow {AB}}} és {\displaystyle {\vec {c}}={\overrightarrow {AC}}} az {\displaystyle A} pontból kiinduló vektorok, így {\displaystyle \alpha =\arccos {\frac {{\vec {b}}\cdot {\vec {c}}}{|{\vec {b}}||{\vec {c}}|}}}. Itt {\displaystyle {\vec {b}}\cdot {\vec {c}}} skaláris szorzat és {\displaystyle |{\vec {b}}||{\vec {c}}|} a vektorok hossza.

### Tetraéder szögei
A tetraéderben előforduló szögek: 

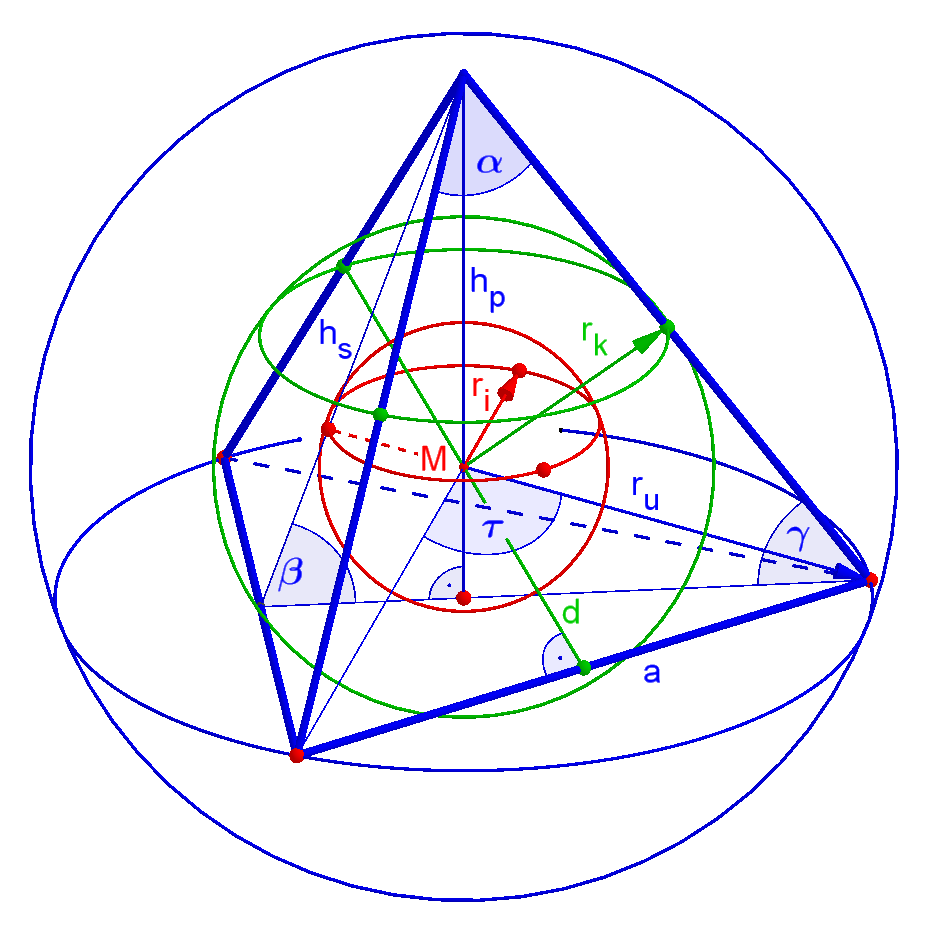
Szabályos tetraéder, lapjain a szögek -osak; a tetraéderszög ; a lapszög és az élek és lapok közötti szög

- a lapokon, mint háromszögeken levő szögek
- a lapok lapszögei
- a csúcsoknál levő térszögek

### Egyenesek hajlásszöge
Ha egy egyenes egyenlete egy sík derékszögű koordináta-rendszerében {\displaystyle ax+by=c}, akkor hajlásszögét az {\displaystyle x} tengelyhez {\displaystyle \alpha }-val jelölve:
{\displaystyle \operatorname {tg} \alpha ={\frac {a}{b}}}.
Ez következik a tangens definíciójából. Az árkusz tangens használatával 
{\displaystyle \alpha =\operatorname {arctg} {\frac {a}{b}}}.
Ha a tangens nem létezik, akkor {\displaystyle b=0}, ami azt jelenti, hogy az egyenes párhuzamos az {\displaystyle x} tengellyel, így hajlásszöge az {\displaystyle x} tengelyhez 0.

### Két egyenes metszésszöge
Legyenek {\displaystyle g_{1}=\{\mathbf {p_{1}} +\lambda \mathbf {r_{1}} \mid \lambda \in \mathbb {R} \}} és {\displaystyle g_{2}=\{\mathbf {p_{2}} +\lambda \mathbf {r_{2}} \mid \lambda \in \mathbb {R} \}} egyenesek egy sík derékszögű koordináta-rendszerében a {\displaystyle \mathbf {p_{1}} } és {\displaystyle \mathbf {p_{2}} } pontokkal és {\displaystyle \mathbf {r_{1}} } és {\displaystyle \mathbf {r_{2}} } lineárisan független irányvektorokkal. Ha szögük {\displaystyle \theta }, akkor 
{\displaystyle \theta =\arccos {\frac {\mathbf {r_{1}} \cdot \mathbf {r_{2}} }{|\mathbf {r_{1}} ||\mathbf {r_{2}} |}}}.
Az egyenesek merőlegesek, ha metszésszögük derékszög, tehát {\displaystyle \theta =90^{\circ }}. Ez ekvivalens azzal, hogy irányvektoraik skalárszorzata 0. Ez azt jelenti, hogy {\displaystyle \mathbf {r_{1}} \cdot \mathbf {r_{2}} =0}.
Ha a két egyenes  {\displaystyle a_{1}x+b_{1}y=c_{1}} és {\displaystyle a_{2}x+b_{2}y=c_{2}} alakban van megadva, és egymással bezárt szögük {\displaystyle \theta }, akkor az általuk közrezárt szög az {\displaystyle x} tengellyel bezárt hajlásszögekből számítható:
{\displaystyle \theta =\alpha _{1}-\alpha _{2}}.
Alkalmazva az addíciós tételt a tangensre:
{\displaystyle \operatorname {tg} \theta =\operatorname {tg} (\alpha _{1}-\alpha _{2})={\frac {\operatorname {tg} \alpha _{1}-\operatorname {tg} \alpha _{2}}{1+\operatorname {tg} \alpha _{1}\operatorname {tg} \alpha _{2}}}}.
Mivel {\displaystyle \operatorname {tg} \alpha _{1}={\tfrac {a_{1}}{b_{1}}}} és {\displaystyle \operatorname {tg} \alpha _{2}={\tfrac {a_{2}}{b_{2}}}}, azért következik, hogy:
{\displaystyle {\frac {\operatorname {tg} \alpha _{1}-\operatorname {tg} \alpha _{2}}{1+\operatorname {tg} \alpha _{1}\operatorname {tg} \alpha _{2}}}={\frac {{\frac {a_{1}}{b_{1}}}-{\frac {a_{2}}{b_{2}}}}{1+{\frac {a_{1}a_{2}}{b_{1}b_{2}}}}}={\frac {a_{1}b_{2}-a_{2}b_{1}}{a_{1}a_{2}+b_{1}b_{2}}}}.
Egybevetve
{\displaystyle \operatorname {tg} \theta ={\frac {a_{1}b_{2}-a_{2}b_{1}}{a_{1}a_{2}+b_{1}b_{2}}}}.
Alkalmazva az árkusz tangenst kapjuk, hogy
{\displaystyle \theta =\operatorname {arctg} {\frac {a_{1}b_{2}-a_{2}b_{1}}{a_{1}a_{2}+b_{1}b_{2}}}}.
Az egyenesek pontosan akkor merőlegesek, ha {\displaystyle a_{1}a_{2}+b_{1}b_{2}=0}. Ekkor az egyenletek nincsenek definiálva.

### Egyenes és sík metszésszöge

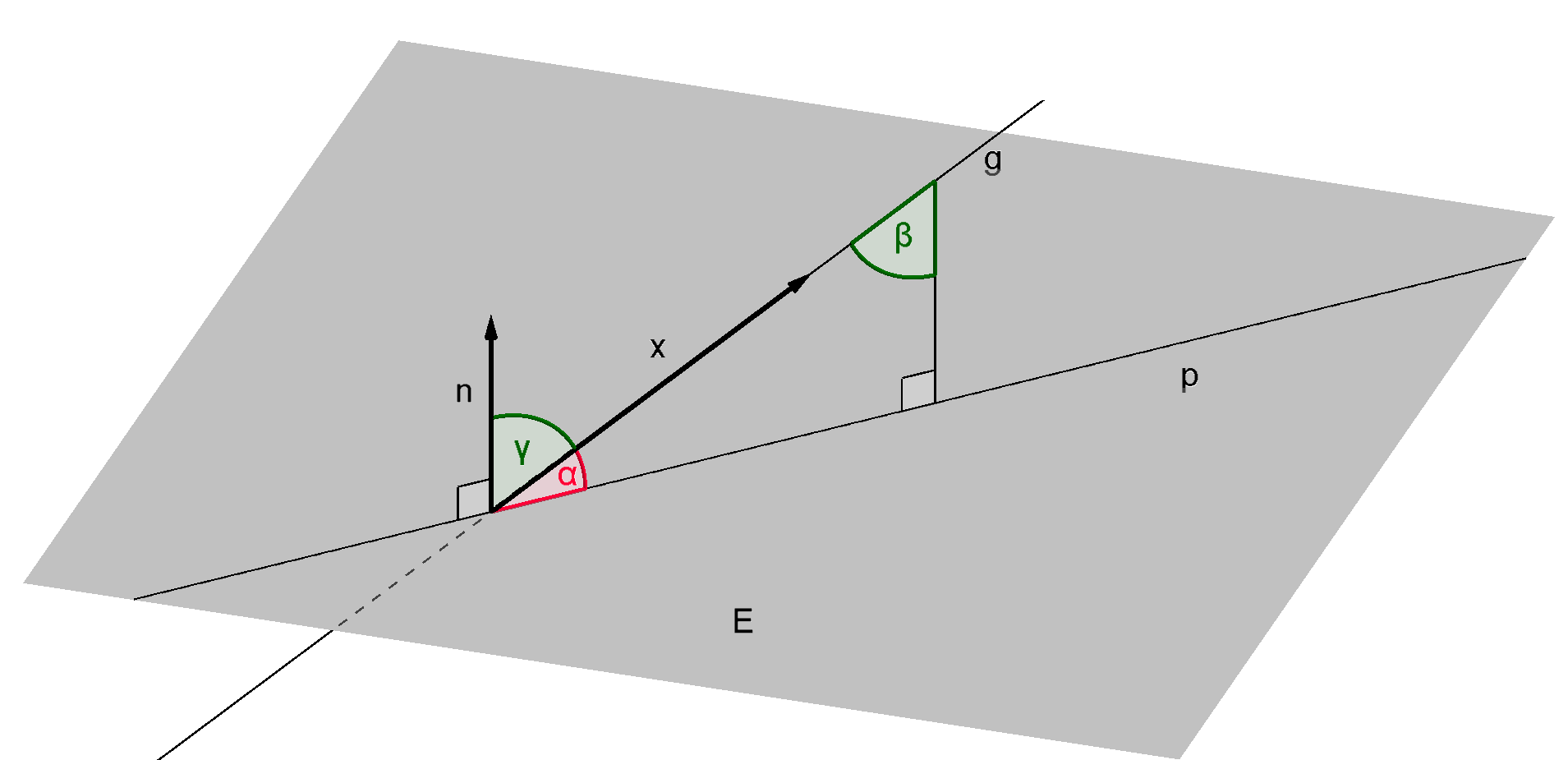
A egyenes és az sík által bezárt szög. A egyenes vetülete az síkra a egyenes.

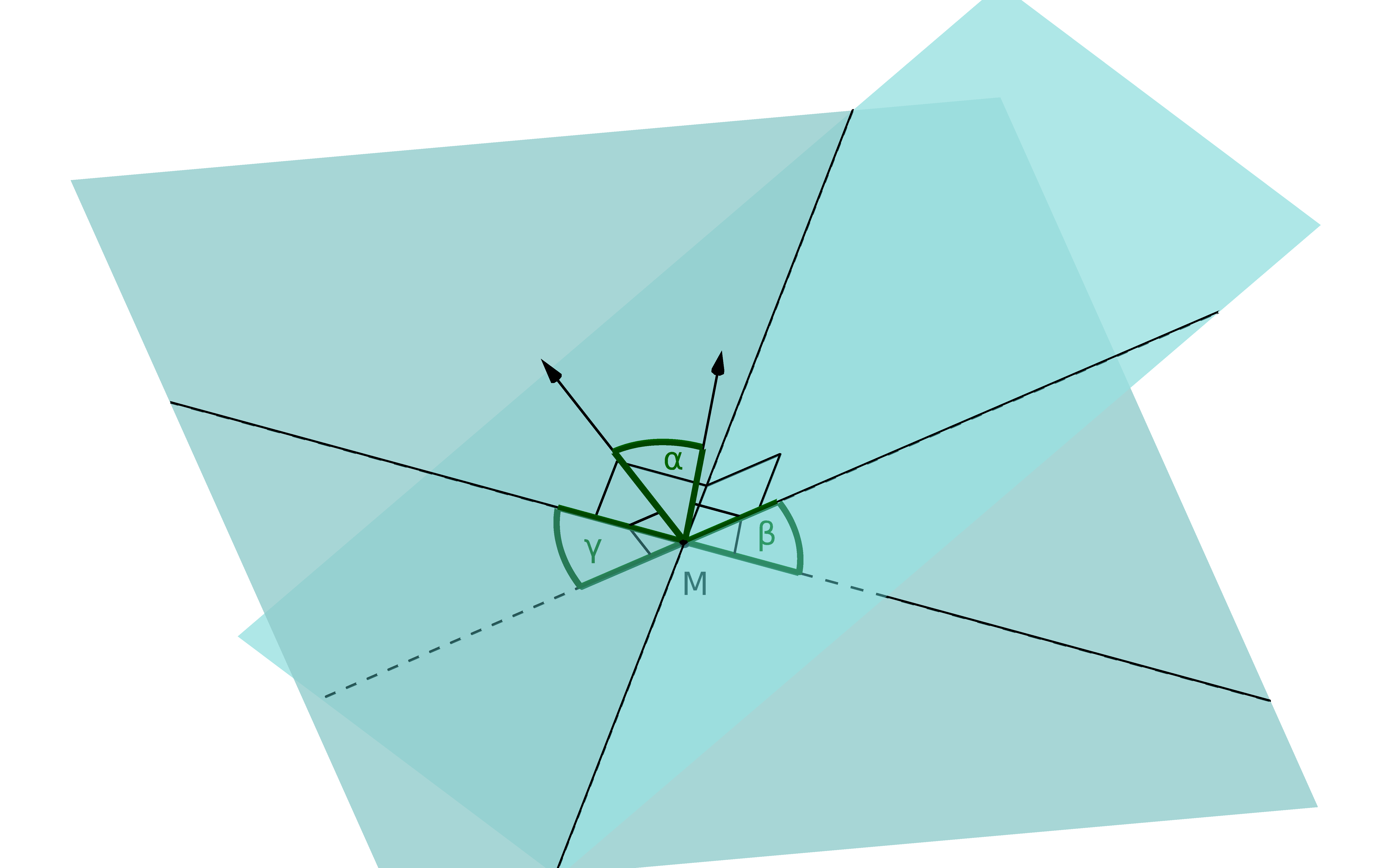
Két sík által bezárt szög:

Legyen {\displaystyle \alpha } az {\displaystyle {\vec {x}}} irányvektorú egyenes és az {\displaystyle {\vec {n}}} normálvektorú sík metszésszöge. Ekkor
{\displaystyle \sin \alpha ={\frac {|{\vec {n}}\cdot {\vec {x}}|}{|{\vec {n}}||{\vec {x}}|}}}

### Két sík metszésszöge
Legyen {\displaystyle {\vec {n}}} és {\displaystyle {\vec {m}}} a két sík normálvektora! Ekkor a két sík metszésszöge
{\displaystyle \cos \alpha ={\frac {|{\vec {n}}\cdot {\vec {m}}|}{|{\vec {n}}||{\vec {m}}|}}}.

## Nevezetes szögek szerkesztése
Vannak szögek, amik megszerkeszthetők körzővel és vonalzóval. Ezek közül a legnevezetesebbek a derékszög, a 60, a 30 és a 72 fokos szögek, valamint az ezekből felezéssel, összeadással, kivonással kapható szögek. Az így keletkezett szögek mellett szerkeszthetők a szabályos 17-szögből kapható szögek is. Az algebra eredményei szerint a szögek általában nem harmadolhatók; nevezetesen, a 60 fokos szög nem harmadolható körzővel és vonalzóval.

### Műveletek szögekkel

#### Szögek összeadása, kivonása

Szögek összeadása

Szögek kivonása

Összeadáskor úgy mérjük fel a szögeket, hogy körívet húzunk az első szögbe, amit meghosszabbítunk úgy, hogy a másik szög is odaférjen. Ezután a másik szögbe ugyanezzel a környílással körívet húzunk. A körív és a szög szárainak metszéspontjai közötti távolságot felmérjük az első szög melletti meghosszabbított körívre. Meghúzzuk a második szögszárat a csúcspontból a metszésponthoz.
Kivonáskor hasonlóan járunk el. Úgy mérjük fel a szögeket, hogy körívet húzunk a nagyobb szögbe. Ezután a másik szögbe ugyanezzel a környílással körívet húzunk. A körív és a szög szárainak metszéspontjai közötti távolságot felmérjük a nagyobb szögtartományban befelé.  Meghúzzuk a második szögszárat a csúcspontból a metszésponthoz. Így kapjuk a szögek különbségét.

#### Szögek felosztása

Szögfelezés, szögfelező (pirossal)

Szögfelezés: egy, a csúcsból húzott körívvel elmetsszük a szög két szárát, majd a kapott metszéspontokból ugyanakkora környílással köríveket húzunk úgy, hogy messék egymást. A szög csúcsát összekötjük a metszésponttal. Így elfeleztük a szöget.
Szögharmadolás euklideszi szerkesztéssel nem lehetséges, azonban közelítő szerkesztések lehetségesek. Továbbá vannak más eszközök is, például a Tomahawk rajzeszköz, melyek lehetővé teszik a szögharmadolást.
Tetszőleges arányú osztáshoz olyan segédeszköz kell, amivel szögek és szakaszok egymással arányosan egymásra képezhetők. Ilyen például egy arkhimédészi spirál vagy Hippiász-féle kvadratiksz. Így a szakaszok és a szögek felosztása kölcsönösen átvihetők egymásba. Ezek az eszközök használhatók olyan sokszögek megrajzolásához, melyek nem szerkeszthetők körzővel és vonalzóal.

### A 60 fokos, és a belőle kapható szögek

#### 60 fokos szög szerkesztése adott egyeneshez adott pontján át

60 fokos szög szerkesztése adott egyeneshez adott pontján át

Legyen az egyenes {\displaystyle g_{1}}, és a pont  {\displaystyle P}!
- A  {\displaystyle P} pont körül kört húzunk, melynek metszéspontjait {\displaystyle g_{1}}-gyel jelölje {\displaystyle A} és {\displaystyle B}.
- Ugyanezzel a sugárral kört vonunk az {\displaystyle A} vagy a {\displaystyle B} pont köré. Az első körrel vett egyik metszéspontot jelölje {\displaystyle C}.
- A {\displaystyle PC} egyenes áthalad a {\displaystyle P} ponton, és 60 fokos szöget zár be a  {\displaystyle g_{1}} egyenessel.

#### 60 fokos szög szerkesztése adott egyeneshez adott külső ponton át

60 fokos szög szerkesztése adott egyeneshez adott külső ponton át

Legyen ismét az egyenes {\displaystyle g_{1}}, és a pont  {\displaystyle P}!
- Merőlegest bocsátunk a  {\displaystyle P} pontból {\displaystyle g_{1}}-re. Innen kapjuk az {\displaystyle A} és {\displaystyle B} kör-egyenes szimmetrikus metszéspontokat, a {\displaystyle P}-vel átellenes {\displaystyle C} pontot. A talppontot a továbbiakban {\displaystyle M} jelöli.
- Kört húzunk {\displaystyle M} körül úgy, hogy átmenjen a {\displaystyle P} ponton. Ez a kör a továbbiakban {\displaystyle k_{1}}.
- Ugyanekkora sugárral {\displaystyle C} körül is kört húzunk, ez a {\displaystyle k_{2}} kör. A két kör metszéspontjai {\displaystyle D} és {\displaystyle E}, melyek össztekötő egyenese a {\displaystyle {\overline {CM}}} szakasz felezőmerőlegese.
- A {\displaystyle PDE} háromszög egyenlő oldalú, melynek  {\displaystyle P}-n átmenő oldalai  {\displaystyle g_{1}}-et 60 fokban metszik.

Egy alternatív szerkesztésmód:
- Húzunk egy kört a {\displaystyle P} pont körül úgy, hogy messe a  {\displaystyle g_{1}} egyenest. Az egyik metszéspontot megjelöljük, ez lesz az {\displaystyle A} pont.
- Ugyanezzel a sugárral kört húzunk az {\displaystyle A} pont körül, ennek egyik metszéspontja a {\displaystyle B} pont.
- {\displaystyle B} körül kört húzunk ugyanezzel a sugárral, ami a {\displaystyle P} körüli kört a {\displaystyle C} pontban metszi.
- A {\displaystyle C} pont körül kört húzunk, ennek metszéspontja a {\displaystyle P} pont körüli körrel a {\displaystyle D} pont.
- A {\displaystyle PD} egyenes 60 fokban metszi a {\displaystyle g_{1}} egyenest.

#### A 60 fokos szög szerkesztése
- Meghúzunk egy egyenes szakaszt
- Kijelölünk rajta egy O pontot

60 fokos szög szerkesztése adott egyeneshez adott külső ponton át (egy alternatív szerkesztési mód)

- Húzunk O-ból egy körívet, ami metszi az egyenes szakaszt; a metszéspont legyen A
- A körző szögnyílását változatlanul hagyva húzunk A-ból egy körívet, hogy messe az O középpontú körívet. Legyen ez a metszéspont B
- Az AOB hegyesszög 60 fokos lesz.

A 60 fokos szögből felezéssel kapható a 30 fokos szög. Derékszög nyerhető egy 60 és egy 30 fokos szög egymás mellé másolásával, vagy az egyenesszög megfelezésével.
Ezekkel a szögekkel szerkeszthetők szabályos hatszögek, szabályos háromszögek, téglalapok és négyzetek.

### A 90 fokos szög (derékszög) szerkesztése
Derékszög szerkesztésekor egy előre megadott, vagy felvett szakasz felezőmerőlegesét szerkesztjük meg.

#### Merőleges állítása egyenesre annak egy pontjában

Merőleges állítása egyenesre külső pontból

Merőleges állítása egyenesre annak egy pontjában

Nevezzük az egyenest {\displaystyle g}-nek, és az adott pontot {\displaystyle P}-nek!
- Húzunk egy tetszőleges sugarú kört {\displaystyle P} középponttal. A kört  {\displaystyle g} két pontban metszi.
- Egyforma sugarú köröket húzunk a metszéspontok körül. A sugarat akkorának kell választani, hogy ezek a körök messék egymást.
- Összekötjük a két kör metszéspontjait. Az így kapott szakasz a  {\displaystyle g} egyenest a  {\displaystyle P} pontban merőlegesen metszi.

#### Merőleges állítása egyenesre külső pontból
Legyen ismét {\displaystyle g} az egyenes, és az adott pont {\displaystyle P}!
- Húzunk egy kört {\displaystyle P} középponttal és akkora távolsággal, ami nagyobb, mint a pont és az egyenes távolsága. A kört  {\displaystyle g} két pontban metszi.
- Egyforma sugarú köröket húzunk a metszéspontok körül. A sugarat akkorának kell választani, hogy ezek a körök messék egymást.
- Összekötjük a két kör metszéspontjait. Az így kapott egyenes merőlegesen metszi a {\displaystyle g} egyenest, és átmegy a  {\displaystyle P} ponton.

#### Merőleges állítása adott metszéspont nélkül

Merőleges szerkesztése Thalész-körrel

Legyen az egyenes továbbra is {\displaystyle g}!
- A {\displaystyle g} egyenesen tetszőlegesen felvesszük a különböző {\displaystyle M_{1}} és {\displaystyle M_{2}} pontokat.
- Húzunk két kört egyforma sugárral  {\displaystyle M_{1}} és {\displaystyle M_{2}} körül, hogy messék egymást. A két metszéspontot összekötve merőlegest kapunk a {\displaystyle g} egyenesre.

#### Diszkusszió
Nem kell a teljes köröket felrajzolni. Elég csak akkora köríveket behúzni, hogy a metszéspontok megtalálhatók legyenek.
Minél messzebb vesszük fel a segédpontokat, annál pontosabb lehet a szerkesztés, hiszen annál kisebb hatása van a behúzott vonalak vastagságának. Viszont ha nagy a távolság, akkor a körök laposabb szögben metszik egymást, ami növeli a pontatlanságot.

#### Szakaszfelező merőleges

Szakaszfelező merőleges

Hasonló szerkesztéssel lehet kijelölni szakaszfelező merőlegest: a szakasz végpontjai körül köröket húzunk egyforma sugárral, és összekötjük ezek metszéspontjait.

### 30 fokos szög szerkesztése
Habár 30 fokos szög megkapható a 60 fokos szög felezésével, azért 30 fokos szög egyszerűbben is szerkeszthető.

#### Adott egyenest adott pontjában 30 fokban metsző egyenes szerkesztése

Adott egyenest adott pontjában 30 fokban metsző egyenes szerkesztése

Legyen az egyenes {\displaystyle g_{1}}, az adott pont  {\displaystyle P}!
- Felveszünk egy tetszőleges {\displaystyle A} pontot az egyenesen, és kört húzunk {\displaystyle A} középponttal a {\displaystyle P} ponton át. Adódik a {\displaystyle B} metszéspont.
- Kört húzunk a {\displaystyle B} pont körül ugyanezzel a sugárral, és legyen a két kör egyik metszéspontja  {\displaystyle C}.
- A {\displaystyle PC} egyenes  {\displaystyle g_{1}}-et 30 fokban metszi.

#### Adott egyenest adott külső ponton átmenő, 30 fokban metsző egyenes szerkesztése
Legyen az egyenes {\displaystyle g_{1}}, az adott pont  {\displaystyle P}!
- Tetszőleges sugárral kört húzunk {\displaystyle P} körül, ami {\displaystyle g_{1}}-et az {\displaystyle A}, {\displaystyle B} pontokban metszi.
- Az {\displaystyle A} pont körül {\displaystyle AP} sugárral kört húzunk. Hasonlóan, {\displaystyle B} körül ugyanezzel a sugárral kört húzunk. A két kör túloldali metszéspontját jelölje {\displaystyle C}.
- A {\displaystyle PC} egyenes metszéspontja {\displaystyle g_{1}}-gyel {\displaystyle D}.
- {\displaystyle {\overline {CD}}} sugárral kört húzunk {\displaystyle C} és {\displaystyle D} körül is. Adódik az {\displaystyle E} pont.
- {\displaystyle P}-t {\displaystyle E}-vel összekötve adódik az {\displaystyle F} pont.
- {\displaystyle {\overline {FP}}} sugárral kört húzunk {\displaystyle F} körül, a {\displaystyle g_{1}}-gyel vett metszéspont  {\displaystyle G}.
- {\displaystyle {\overline {GF}}} sugárral kört rajzolunk a  {\displaystyle G} pont körül, ez a {\displaystyle g_{1}} egyenest a {\displaystyle H} pontban metszi.
- A {\displaystyle HP} egyenes {\displaystyle g_{1}}-et 30 fokban metszi.

Egy alternatív szerkesztésmód a 60 fokos szög alternatív szerkesztésén alapul. Az ottani jelölésekkel az ötödik kör {\displaystyle D} középpontú, {\displaystyle P}-n átmenő kör, a 30 fokban metsző egyenes a {\displaystyle PE} egyenes.

Adott egyenest adott külső ponton átmenő, 30 fokban metsző egyenes szerkesztése

Adott egyenest adott külső ponton átmenő, 30 fokban metsző egyenes szerkesztése, alternatív szerkesztési módszer

### A szabályos ötszögből kapható szögek
Szabályos ötszög szerkeszthető, így a 72, a 108 és az 54 fokos szögek. Ezekkel tovább bővül a szerkeszthető szögek köre.
Szabályos ötszög szerkeszthető például adott a oldalhosszból:
- Felvesszük az adott oldalhosszt A és B végpontokkal, "a" szakaszhossz.
- Megszerkesztjük AB felezőmerőlegesét
- Felmérjük a felezőmerőlegesre az "a" szakaszhosszt; az így kimetszett pont Q
- Az AQ szakasz meghosszabbítására felmérjük az "a" hossz felét; az így kimetszett pont R. Az AR szakasz hossza adja az ötszög átlójának hosszát, d-t
- Az AB felezőmerőlegesből az A-ból húzott d sugarú körív kimetszi D-t. Ezzel megkaptuk a szabályos ötszög egy oldala és egy átlója által bezárt szöget
- Az ötszög hiányzó két csúcsa a már meglevő csúcsokból húzott a sugarú körívekkel.

Ezzel megkapjuk a szabályos ötszög belső szögeként a 108 fokos szöget, ennek kiegészítő szögeként a 72 fokos szöget, és felezéssel az 54 fokos szöget.

72°, 54° és 18° szabályos ötszögben:,

### Általános szögszerkesztések

A 3°-os szög többszörösei szerkeszthetők. Az ábra néhány példát mutat erre.
A 9° és a 3° szerkesztéséhez szükség van a 30° és a szabályos ötszög szerkesztésére

Szerkeszthetők a fenti szögek, 90°, 60°, 72° illetve 54°; ezek összegei, különbségei, és felezéssel (ami tetszőleges számszor megismételhető) további szögek kaphatók. Például 3° kapható a következőképpen: {\displaystyle 72^{\circ }/2\rightarrow 36^{\circ }/2\rightarrow 18^{\circ }-15^{\circ }=3^{\circ }}. Általában szerkeszthetők azok a szögek, melyek szinusza (koszinusza) előáll egész számokból alapműveletekkel és négyzetgyökvonásokkal. Ez teljesül például minden olyan szögre, ami a 3°-os szög egész számú többszöröse:

- {\displaystyle \sin(0^{\circ })=\cos(90^{\circ })=0}
- {\displaystyle \sin(3^{\circ })=\cos(87^{\circ })={\frac {1}{16}}\cdot \left({\sqrt {2}}\cdot \left({\sqrt {3}}+1\right)\cdot \left({\sqrt {5}}-1\right)-2\cdot \left({\sqrt {3}}-1\right)\cdot {\sqrt {5+{\sqrt {5}}}}\right)}
- {\displaystyle \sin(6^{\circ })=\cos(84^{\circ })={\frac {1}{8}}\cdot \left({\sqrt {2}}\cdot {\sqrt {3}}\cdot {\sqrt {5-{\sqrt {5}}}}-\left({\sqrt {5}}+1\right)\right)}
- {\displaystyle \sin(9^{\circ })=\cos(81^{\circ })={\frac {1}{8}}\cdot \left({\sqrt {2}}\cdot \left({\sqrt {5}}+1\right)-2\cdot {\sqrt {5-{\sqrt {5}}}}\right)}
- {\displaystyle \sin(12^{\circ })=\cos(78^{\circ })={\frac {1}{8}}\cdot \left({\sqrt {2}}\cdot {\sqrt {5+{\sqrt {5}}}}-{\sqrt {3}}\cdot \left({\sqrt {5}}-1\right)\right)}
- {\displaystyle \sin(15^{\circ })=\cos(75^{\circ })={\frac {1}{4}}\cdot {\sqrt {2}}\cdot \left({\sqrt {3}}-1\right)}
- {\displaystyle \sin(18^{\circ })=\cos(72^{\circ })={\frac {1}{4}}\cdot \left({\sqrt {5}}-1\right)}
- {\displaystyle \sin(21^{\circ })=\cos(69^{\circ })={\frac {1}{16}}\cdot \left(-{\sqrt {2}}\cdot \left({\sqrt {3}}-1\right)\cdot \left({\sqrt {5}}+1\right)+2\cdot \left({\sqrt {3}}+1\right)\cdot {\sqrt {5-{\sqrt {5}}}}\right)}
- {\displaystyle \sin(24^{\circ })=\cos(66^{\circ })={\frac {1}{8}}\cdot \left(-{\sqrt {2}}\cdot {\sqrt {5-{\sqrt {5}}}}+{\sqrt {3}}\cdot \left({\sqrt {5}}+1\right)\right)}
- {\displaystyle \sin(27^{\circ })=\cos(63^{\circ })={\frac {1}{8}}\cdot \left(-{\sqrt {2}}\cdot \left({\sqrt {5}}-1\right)+2\cdot {\sqrt {5+{\sqrt {5}}}}\right)}
- {\displaystyle \sin(30^{\circ })=\cos(60^{\circ })={\frac {1}{2}}}
- {\displaystyle \sin(33^{\circ })=\cos(57^{\circ })={\frac {1}{16}}\cdot \left({\sqrt {2}}\cdot \left({\sqrt {3}}+1\right)\cdot \left({\sqrt {5}}-1\right)+2\cdot \left({\sqrt {3}}-1\right)\cdot {\sqrt {5+{\sqrt {5}}}}\right)}
- {\displaystyle \sin(36^{\circ })=\cos(54^{\circ })={\frac {1}{4}}\cdot {\sqrt {2}}\cdot {\sqrt {5-{\sqrt {5}}}}}
- {\displaystyle \sin(39^{\circ })=\cos(51^{\circ })={\frac {1}{16}}\cdot \left({\sqrt {2}}\cdot \left({\sqrt {3}}+1\right)\cdot \left({\sqrt {5}}+1\right)-2\cdot \left({\sqrt {3}}-1\right)\cdot {\sqrt {5-{\sqrt {5}}}}\right)}
- {\displaystyle \sin(42^{\circ })=\cos(48^{\circ })={\frac {1}{8}}\cdot \left({\sqrt {2}}\cdot {\sqrt {3}}\cdot {\sqrt {5+{\sqrt {5}}}}-\left({\sqrt {5}}-1\right)\right)}
- {\displaystyle \sin(45^{\circ })=\cos(45^{\circ })={\frac {1}{2}}\cdot {\sqrt {2}}}
- {\displaystyle \sin(48^{\circ })=\cos(42^{\circ })={\frac {1}{8}}\cdot \left({\sqrt {2}}\cdot {\sqrt {5+{\sqrt {5}}}}+{\sqrt {3}}\cdot \left({\sqrt {5}}-1\right)\right)}
- {\displaystyle \sin(51^{\circ })=\cos(39^{\circ })={\frac {1}{16}}\cdot \left({\sqrt {2}}\cdot \left({\sqrt {3}}-1\right)\cdot \left({\sqrt {5}}+1\right)+2\cdot \left({\sqrt {3}}+1\right)\cdot {\sqrt {5-{\sqrt {5}}}}\right)}
- {\displaystyle \sin(54^{\circ })=\cos(36^{\circ })={\frac {1}{4}}\cdot \left({\sqrt {5}}+1\right)}
- {\displaystyle \sin(57^{\circ })=\cos(33^{\circ })={\frac {1}{16}}\cdot \left(-{\sqrt {2}}\cdot \left({\sqrt {3}}-1\right)\cdot \left({\sqrt {5}}-1\right)+2\cdot \left({\sqrt {3}}+1\right)\cdot {\sqrt {5+{\sqrt {5}}}}\right)}
- {\displaystyle \sin(60^{\circ })=\cos(30^{\circ })={\frac {1}{2}}\cdot {\sqrt {3}}}
- {\displaystyle \sin(63^{\circ })=\cos(27^{\circ })={\frac {1}{8}}\cdot \left({\sqrt {2}}\cdot \left({\sqrt {5}}-1\right)+2\cdot {\sqrt {5+{\sqrt {5}}}}\right)}
- {\displaystyle \sin(66^{\circ })=\cos(24^{\circ })={\frac {1}{8}}\cdot \left({\sqrt {2}}\cdot {\sqrt {3}}\cdot {\sqrt {5-{\sqrt {5}}}}+\left({\sqrt {5}}+1\right)\right)}
- {\displaystyle \sin(69^{\circ })=\cos(21^{\circ })={\frac {1}{16}}\cdot \left({\sqrt {2}}\cdot \left({\sqrt {3}}+1\right)\cdot \left({\sqrt {5}}+1\right)+2\cdot \left({\sqrt {3}}-1\right)\cdot {\sqrt {5-{\sqrt {5}}}}\right)}
- {\displaystyle \sin(72^{\circ })=\cos(18^{\circ })={\frac {1}{4}}\cdot {\sqrt {2}}\cdot {\sqrt {5+{\sqrt {5}}}}}
- {\displaystyle \sin(75^{\circ })=\cos(15^{\circ })={\frac {1}{4}}\cdot {\sqrt {2}}\cdot \left({\sqrt {3}}+1\right)}
- {\displaystyle \sin(78^{\circ })=\cos(12^{\circ })={\frac {1}{8}}\cdot \left({\sqrt {2}}\cdot {\sqrt {3}}\cdot {\sqrt {5+{\sqrt {5}}}}+\left({\sqrt {5}}-1\right)\right)}
- {\displaystyle \sin(81^{\circ })=\cos(9^{\circ })={\frac {1}{8}}\cdot \left({\sqrt {2}}\cdot \left({\sqrt {5}}+1\right)+2\cdot {\sqrt {5-{\sqrt {5}}}}\right)}
- {\displaystyle \sin(84^{\circ })=\cos(6^{\circ })={\frac {1}{8}}\cdot \left({\sqrt {2}}\cdot {\sqrt {5-{\sqrt {5}}}}+{\sqrt {3}}\cdot \left({\sqrt {5}}+1\right)\right)}
- {\displaystyle \sin(87^{\circ })=\cos(3^{\circ })={\frac {1}{16}}\cdot \left({\sqrt {2}}\cdot \left({\sqrt {3}}-1\right)\cdot \left({\sqrt {5}}-1\right)+2\cdot \left({\sqrt {3}}+1\right)\cdot {\sqrt {5+{\sqrt {5}}}}\right)}
- {\displaystyle \sin(90^{\circ })=\cos(0^{\circ })=1}

A szögfelezés kifejezhető a felezési tételekkel:
{\displaystyle \sin {\frac {\alpha }{2}}={\sqrt {\frac {1-\cos \alpha }{2}}}} és {\displaystyle \cos {\frac {\alpha }{2}}={\sqrt {\frac {1+\cos \alpha }{2}}}}
Az összeadások, kivonások követhetők az addíciós tételekkel:
{\displaystyle \sin(\alpha \pm \beta )=\sin \alpha \;\cos \beta \pm \cos \alpha \;\sin \beta } und {\displaystyle \cos(\alpha \pm \beta )=\cos \alpha \;\cos \beta \mp \sin \alpha \;\sin \beta }
Kiszámítható, hogy a 17-szög középponti szögének koszinusza:
{\displaystyle \cos {\frac {360^{\circ }}{17}}={\frac {1}{16}}\left(-1+{\sqrt {17}}+{\sqrt {2\left(17-{\sqrt {17}}\right)}}+2{\sqrt {17+3{\sqrt {17}}-{\sqrt {2\left(17-{\sqrt {17}}\right)}}-2{\sqrt {2\left(17+{\sqrt {17}}\right)}}}}\right)\ \approx 0{,}93247222940435580457},
ami szerkeszthetőségét igazolja.

## Tételek a szögekről
- Összefüggések a háromszög oldalai és szögei között: a háromszögben a legnagyobb oldallal szemben van a legnagyobb szög
- Kerületi és középponti szögek tétele: a középponti szög a hozzá tartozó kerületi szög kétszerese
  - Speciális eset: Thalész-tétel: egy kör átmérőjéből a kör pontjai derékszögben látszanak
- Pitagorasz-tétel a derékszögű háromszögekről: a két befogó négyzetösszege az átfogó négyzete

Kerületi szög, középponti szög és húr-érintő szög

- Befogótétel és magasságtétel

## Trigonometria
A trigonometrikus függvények vagy szögfüggvények eredetileg egy derékszögű háromszög egy szöge és két oldalának hányadosa közötti összefüggést írják le.
A szögfüggvényeknek a derékszögű háromszög két oldalának hányadosa és a szög összefüggésén kívül az egységsugarú körben tekintett forgásszög-végpontok metszeteivel (vetületeivel, koordinátáival) is definiálhatók. Ez utóbbi definíció már 90°, azaz π/2-nél nagyobb, sőt negatív (mindent összevéve, tetszőleges valós) argumentumokra is működik.
A szögfüggvények segítségével pontosíthatók az összefüggések a háromszögek oldalai és szögei között:
- Szinusztétel: egy háromszög oldalainak aránya megegyezik a szemközti szögek szinuszainak arányával. {\displaystyle a\,:\,b\,:\,c\;=\;\sin \,\alpha \;:\;\sin \,\beta \;:\;\sin \,\gamma } A háromszög oldalai és szögei közötti összefüggés pontos alakja
- Koszinusztétel: :{\displaystyle c^{2}=a^{2}+b^{2}-2ab\cos \gamma \,} A Pitagorasz-tétel általánosítása

## Fordítás
Ez a szócikk részben vagy egészben  a   Winkel című német Wikipédia-szócikk fordításán alapul.  Az eredeti cikk szerkesztőit annak laptörténete sorolja fel. Ez a jelzés csupán a megfogalmazás eredetét és a szerzői jogokat jelzi, nem szolgál a cikkben szereplő információk forrásmegjelöléseként.